# Ghost in the Machine (mixtape)
Ghost in the Machine to wydany 17 kwietnia 2006 roku mixtape Stylesa P, amerykańskiego rapera z grup The Lox, D-Block i Ruff Ryders. Wystąpili na nim gościnnie D-Block.

## Lista utworów
1. "Intro"
2. "The MC"
3. "Day You Die" (ft. Sheek Louch)
4. "Come Clean"
5. "Beats To My Rhyme"
6. "Ghost Stories Part 1" (Produced by Vinny Idol)
7. "Ghost Stories Part 2"
8. "Talk To 'Em Slow..." (Produced by Poobs)
9. "Snitching 101"
10. "Pussy Niggas"
11. "Invite To 50"
12. "In My Hood"
13. "The Key" (Produced by Vinny Idol)
14. "Soldiers' Song"
15. "Damage Control" (ft. 354 & St. Raw)
16. "Man Of The Men"
17. "Ghost P."
18. "Get Your Dream Smash"
19. "Outro"